# Genesis P-Orridge
Genesis P-Orridge, noto anche come Genesis Breyer P-Orridge, pseudonimo di Neil Andrew Megson (Manchester, 22 febbraio 1950 – New York, 14 marzo 2020), è stato un cantante e musicista britannico fra i principali esponenti del genere musicale industrial nonché pioniere dell'acid house.

## Biografia
Iniziò la sua carriera artistica nei primi anni settanta, partecipando alla performance art dei COUM Transmissions che, dopo pochi anni, avrebbero dato vita assieme a Peter Christopherson e Chris Carter ai Throbbing Gristle, gruppo fondatore della corrente musicale industrial.
Nel 1981, dopo lo scioglimento dei Throbbing Gristle, fondò assieme a Peter Christopherson gli Psychic TV, con i quali si dedicò in un primo momento alla musica psichedelica e in seguito all'elettronica e all'acid house. Genesis P-Orridge viveva a New York, continuando a lavorare con gli Psychic TV e partecipando alle reunion dei Throbbing Gristle.
Attivista e fautore della fluidità di genere, nel podcast di Pitchfork In Sight Out spiegò la sua personale visione dell’intolleranza nei confronti delle persone LGBT+. A partire dal 1993, Genesis P-Orridge diede vita al Pandrogeny Project con la seconda moglie Jacqueline Breyer. Tale progetto consisteva in una serie di operazioni chirurgiche con il fine di assomigliarsi tra di loro, fino a “fondersi” in un unico essere pandrogino chiamato Breyer P-Orridge.  
Affetto da leucemia, morì il 14 marzo 2020 nella sua casa di Manhattan.

## Discografia parziale
- Interview By TOPYSCAN
- The Industrial Sessions 1977
- What's History (1983)
- Je T'Aime (1985)
- Alaura/Slave Priest (1990)
- What's History (1990)
- At Stockholm (1995)
- Vis Spei (1995)
- A Perfect Pain (con Merzbow) (1999)
- Direction Ov Travel (2002)
- Painful 7 Inches (2002)
- Wordship (2003)
- When I Was Young (2004)

## Filmografia

### Attrice
- Decoder, regia di Muscha (1984)